# Кугарчі (Зіанчуринський район)
Кугарчі́ (рос. Кугарчи, башк. Күгәрсен) — село у складі Зіанчуринського району Башкортостану, Росія. Адміністративний центр Суренської сільської ради.
Населення — 856 осіб (2010; 918 в 2002).
Національний склад:
- татари — 69%
- башкири — 30%